# Alcantil
Alcantil é um município brasileiro do estado da Paraíba, localizado no Sertão do Cariri (Oriental) Paraibano e na Região Metropolitana de Campina Grande.

## História
Segundo o historiador alcantilense, João Bosco Barbosa Filho, os primeiros moradores de Alcantil foram os índios cariris, assentados no aldeamento no lugar denominado Poço da Pedra do Altar, conforme pode ser atestado por Inscrições gravadas com tinta vermelha na mata. Este aldeamento localizava-s à margem esquerda do Rio Paraíba.
Por volta de 1850, intensificou-se o povoamento da região, sobretudo por mestiços e negros, provindos do Sertão paraibano, Rio Grande do Norte e do litoral de Pernambuco. A primeira igreja, datada de 1876 e dedicada a Nossa Senhora da Piedade, foi construída no sítio Piedade, construída por uma família potiguar, chamada de Beatos.
Já no ano seguinte foi concluída a Igreja de São José, no sítio Pedra Bonita, construída por uma negra oriunda dos canaviais pernambucanos.
O distrito foi criado com a denominação de Alcantil, pela lei estadual nº 424, de 28 de outubro de 1915, subordinado ao município de Cabaceiras. Com o nome de Serra Bonita, Alcantil permanecia distrito de Cabaceiras, em 1938. Em 1948, passou a chamar-se Alcantil. Com emancipação do município Boqueirão (então denominado de Carnoió), Alcantil passou a ser distrito deste município, de acordo com a lei estadual nº 2078, de 30 de abril de 1959. Em 1994, foi emancipado pela Lei nº 5.926 de 29 de abril do mesmo ano, constituído do distrito sede. O município foi instalado em 1 de janeiro de 1997.

## Geografia
Sua sede está às margens da BR-104, a meio caminho entre Campina Grande e Caruaru. De acordo com o IBGE (Instituto Brasileiro de Geografia e Estatística), no ano de 2008 sua população era estimada em 5.239 habitantes. Área territorial de 305 km².
O município está incluído na área geográfica de abrangência do semiárido brasileiro, definida pelo Ministério da Integração Nacional em 2005. Esta delimitação tem como critérios o índice pluviométrico, o índice de aridez e o risco de seca.
O município está inserido na unidade geoambiental das superfícies dissecadas diversas, com relevo bastante movimentado, moderadamente dissecados, com solos pobres e rasos, exceto nos vales estreitos e profundos. As altitudes variam 300 e 700 metros. A vegetação é composta por Floresta Caducifólia, Cerrado e Caatinga.
Alcantil encontra-se inserido nos domínios da bacia hidrográfica do Rio Paraíba, na Região do Médio Paraíba. Tem como principais tributários são o rio Paraíba, e os riachos: Canudos, Quixaba, de Santo Antônio, Jucá, Ramada, Açude Novo, Salgado, Bonitinho, dos Pinhões e da Cruz, a maioria de regime intermitente.